# Caelifera
Pour l’article ayant un titre homophone, voir Cricket.
Criquet
Sous-ordre
Les Caelifera  constituent un sous-ordre d'insectes phytophages de l'ordre des orthoptères, couramment appelés caelifères ou criquets. Ils portent, suivant leur comportement, le nom de locuste lorsqu'ils sont grégariaptes (tendance à devenir grégaire) et sauteriau lorsqu'ils ne sont pas grégariaptes. Certaines espèces sont considérées comme des insectes ravageurs ; en particulier les locustes peuvent causer de très importantes défoliations en Afrique, en Asie et aussi parfois dans le sud de l'Europe. Il existe des criquets de morphologie très proche de celle du criquet pèlerin en Amérique équatoriale, mais qui n'y provoquent pas de défoliations massives.
Selon la taille, on distingue deux infra-ordres au sous-ordre Caelifera : 
- les criquets (Acrididea) et
- les criquets pygmées (Tridactylidea)[1].

## Morphologie
En tant qu'insecte, le criquet est composé de trois tagmes : la tête, le thorax et l'abdomen.

### Tête
La tête porte les yeux, les antennes et la bouche. Elle est le premier tagme du corps. La tête est de type orthognate : elle forme un angle droit avec le reste du corps. 
Les yeux sont de deux types :
- deux grands yeux composés, formés chacun d'un groupement d'yeux élémentaires, les ommatidies. Chaque ommatidie constitue une unité sensorielle indépendante. La cornée est composée d'un ensemble de facettes hexagonales ;
- trois yeux simples (ou ocelles) disposés en triangle.

Les antennes sont articulées sur le front par l'intermédiaire d'une membrane souple. En fonction de l'espèce, elles sont composées de 7 à 33 articles à l'âge adulte.
Les Acridiens (Acrididés) sont des broyeurs typiques. L'équipement buccal complet est composé de trois paires de pièces buccales : de l'avant vers l'arrière, le labre (sorte de protection), les mandibules (pièces solides et broyeuses), les maxillules (ou Mx1) et les maxilles (ou Mx2) formant une unité soudée. Mx1 et Mx2 sont constituées d'une partie broyeuse et d'un palpe sensitif.

### Thorax
Le thorax est le deuxième tagme du corps. Il porte les organes locomoteurs : les pattes et les ailes.
Les pattes sont insérées sur le thorax. Elles sont au nombre de six, réparties en trois paires :

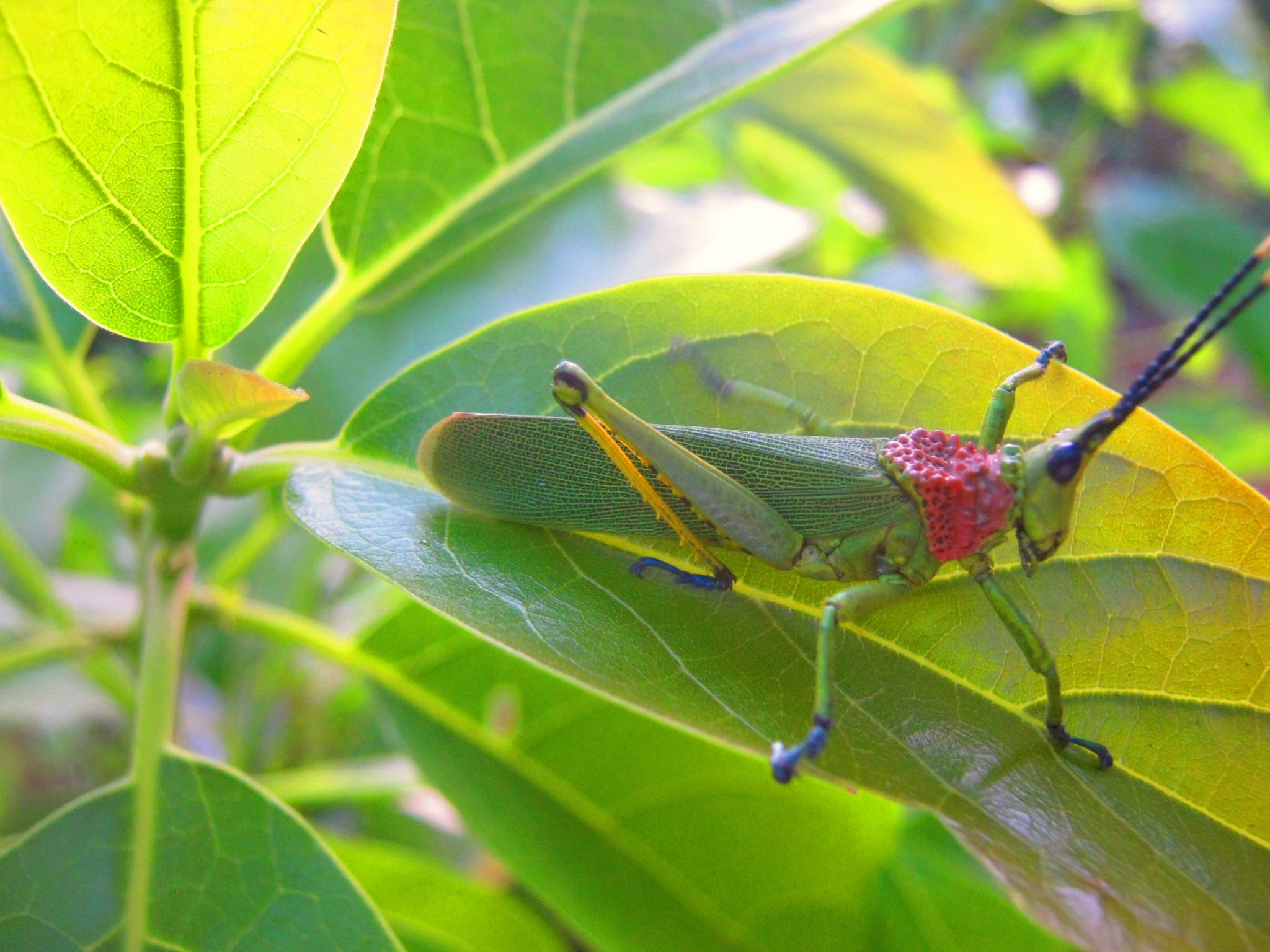
Criquet.

- Criquet.les pattes prothoraciques 1re paire ou pattes antérieures,
- les pattes mésothoraciques, 2e paire ou pattes intermédiaires,
- les pattes métathoraciques, 3e paire ou pattes postérieures.

À noter que les pattes postérieures, plus développées, ont une forme de « Z » et une musculature très puissante, ce qui montre une adaptation au saut.

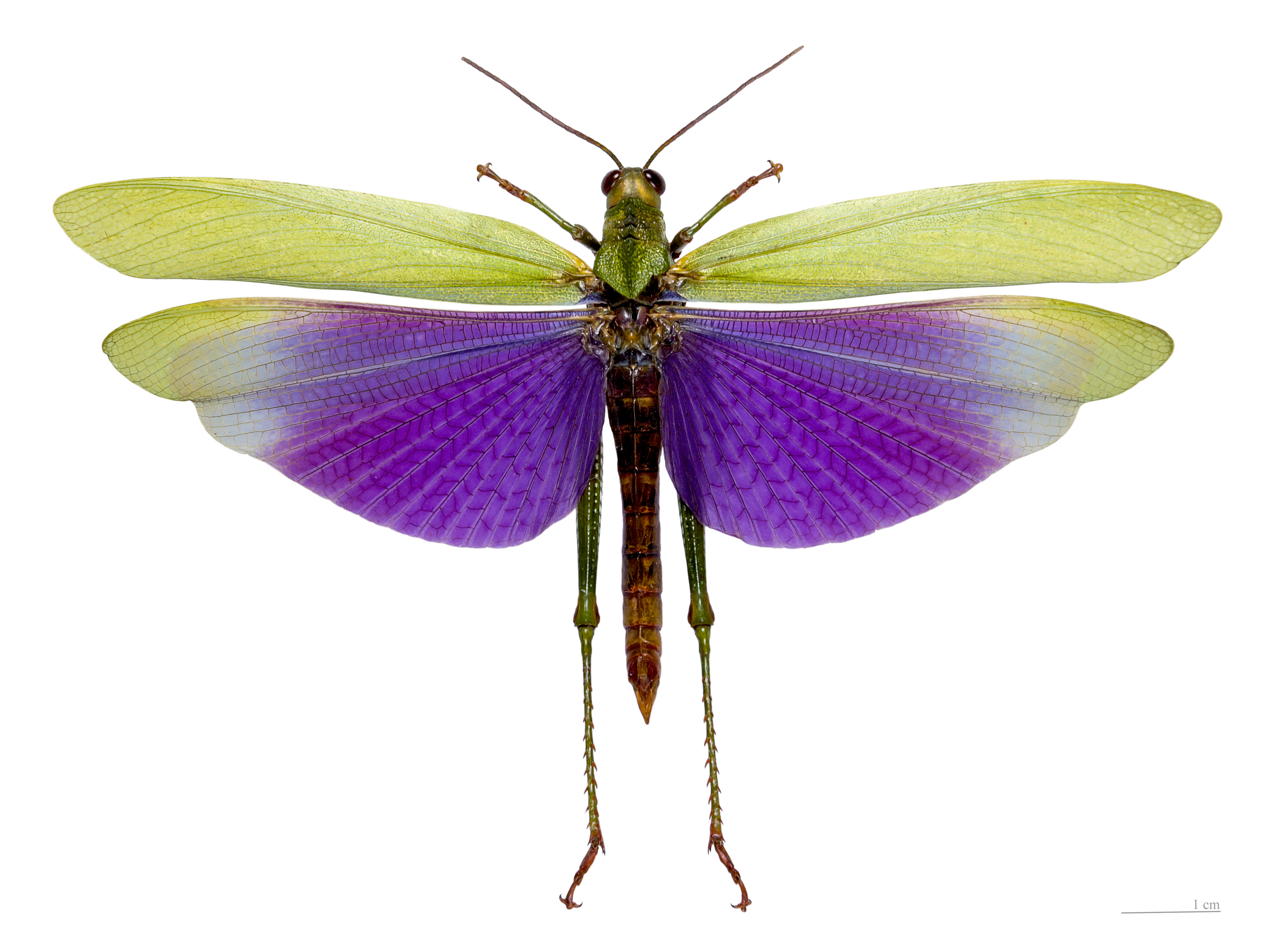
Ailes caractéristiques de Titanacris albipes (Guyane française).

Les ailes ne sont développées que chez l'adulte. Elles sont au nombre de quatre, réparties en deux paires. Mais il existe de nombreuses espèces sans ailes ou avec des ailes de longueur très variable.
- Les ailes antérieures ou élytres sont étroites, rigides et ont un rôle de protection et accessoirement d'équilibrage en vol.
- Les ailes postérieures sont plus larges, membraneuses et assurent le vol. De forme triangulaire, elles se replient en éventail au repos. Chez certaines espèces, elles peuvent être vivement colorées.

### Abdomen
L'abdomen contient une grande partie de l'appareil digestif, le système respiratoire alimenté par les stigmates, orifices latéraux (un par segment sauf sur les derniers formant l'appareil reproducteur), l'appareil reproducteur et le système circulatoire (la circulation étant assurée par les pulsations d'un cœur dorsal). 
L'abdomen est composé de onze segments (ou faux métamères) reliés entre eux par des membranes très extensibles permettant les mouvements respiratoires entre des sacs aériens, la distension de l'abdomen lors de la maturation des œufs et son allongement pendant la copulation chez les mâles, la ponte chez les femelles.

## Biologie
Le criquet est terrestre, possède une respiration aérienne, peut se déplacer en sautant, en marchant et souvent, en volant.

### Deux phases du criquet: solitaire et grégaire
Une même espèce de criquet peut avoir deux apparences physiques très différentes appelées « phases ». Les phases du criquet sont « solitaire » ou « grégaire ». La phase va avoir une incidence importante sur le comportement, la morphologie, l'anatomie et la physiologie du criquet.
La phase d'un criquet est déterminée par la densité de la population de criquets et les conditions environnementales (température, sécheresse, masse alimentaire disponible, etc.) : ainsi, si des criquets en phase solitaire sont rassemblés, ils adoptent immédiatement un comportement grégaire.
Ce comportement sera transmis à leur descendance et aura une incidence sur la morphologie, l'anatomie et la physiologie de la nouvelle génération de criquets. Ces nouveaux criquets seront en phase grégaire.
Ce phénomène est réversible : si des criquets grégaires sont isolés, ils adoptent un comportement de solitaires qui sera transmis à leur descendance. Cette descendance sera en phase solitaire.
Ces changements phasaires se déroulent rarement en une génération. Il existe souvent plusieurs stades intermédiaires en fonction de l'espèce et des conditions environnementales.
Les espèces de criquets disposant d'une différence de phases très marquée sont des locustes. Beaucoup sont connues pour les ravages qu'occasionnent leurs essaims sur les cultures et la végétation naturelle, notamment le criquet pèlerin. Les espèces de criquets ayant une transformation phasaire limitée à des modifications morphologiques et comportementales mineures sont des sauteriaux.

### Caractéristiques

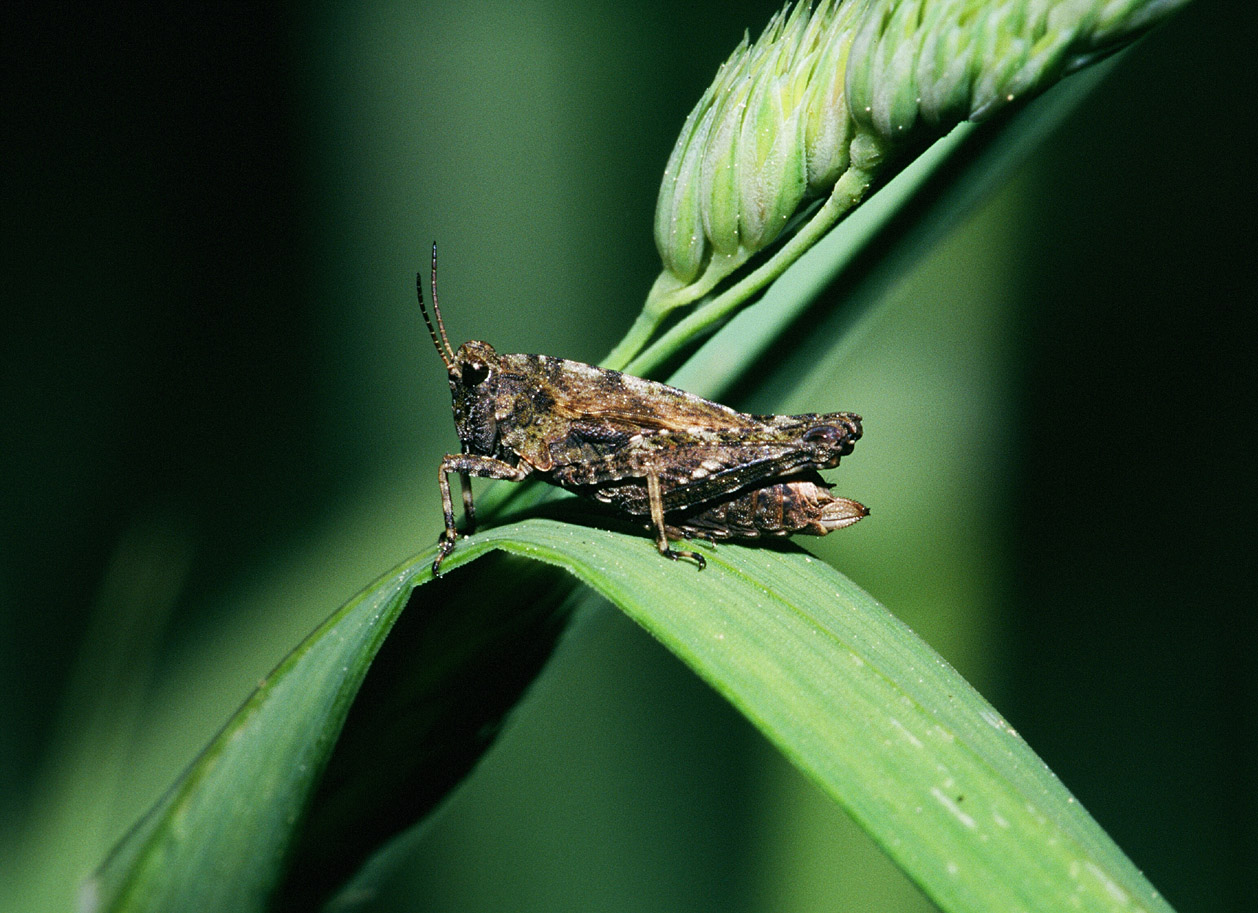
Criquet pygmé (7 à 10 mm) de la famille des Tetrigidae.

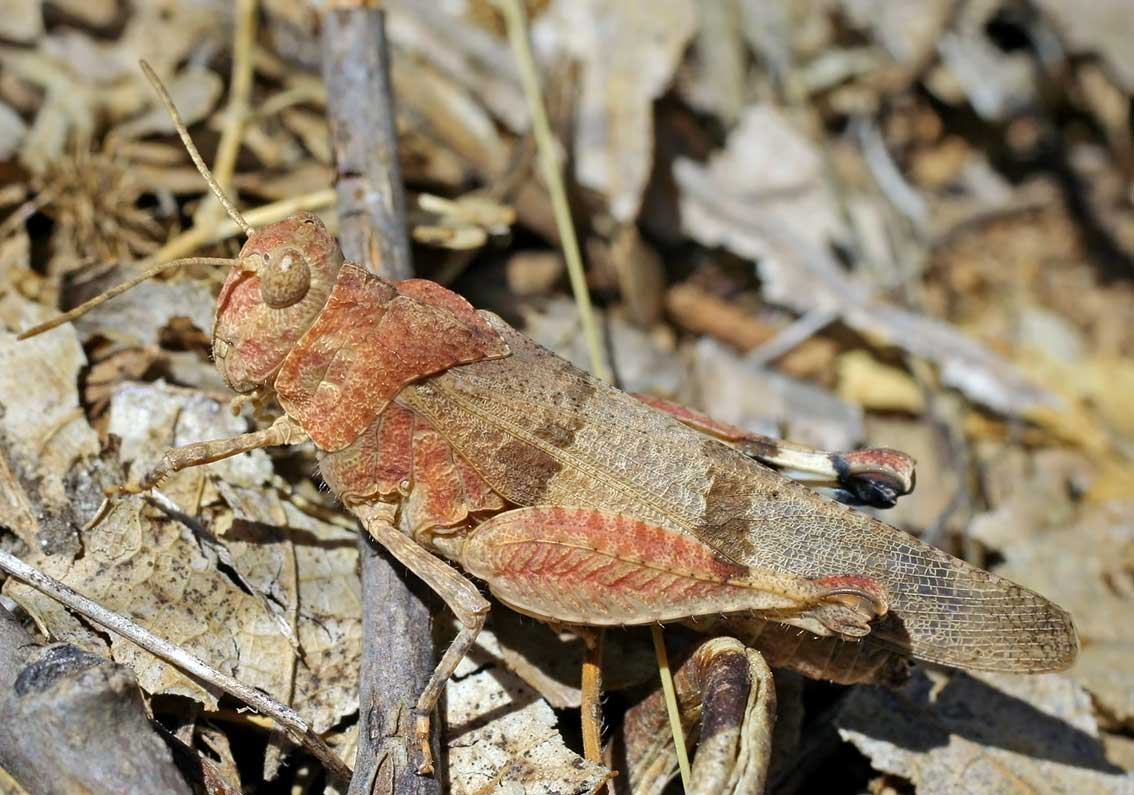
Œdipode occitane.

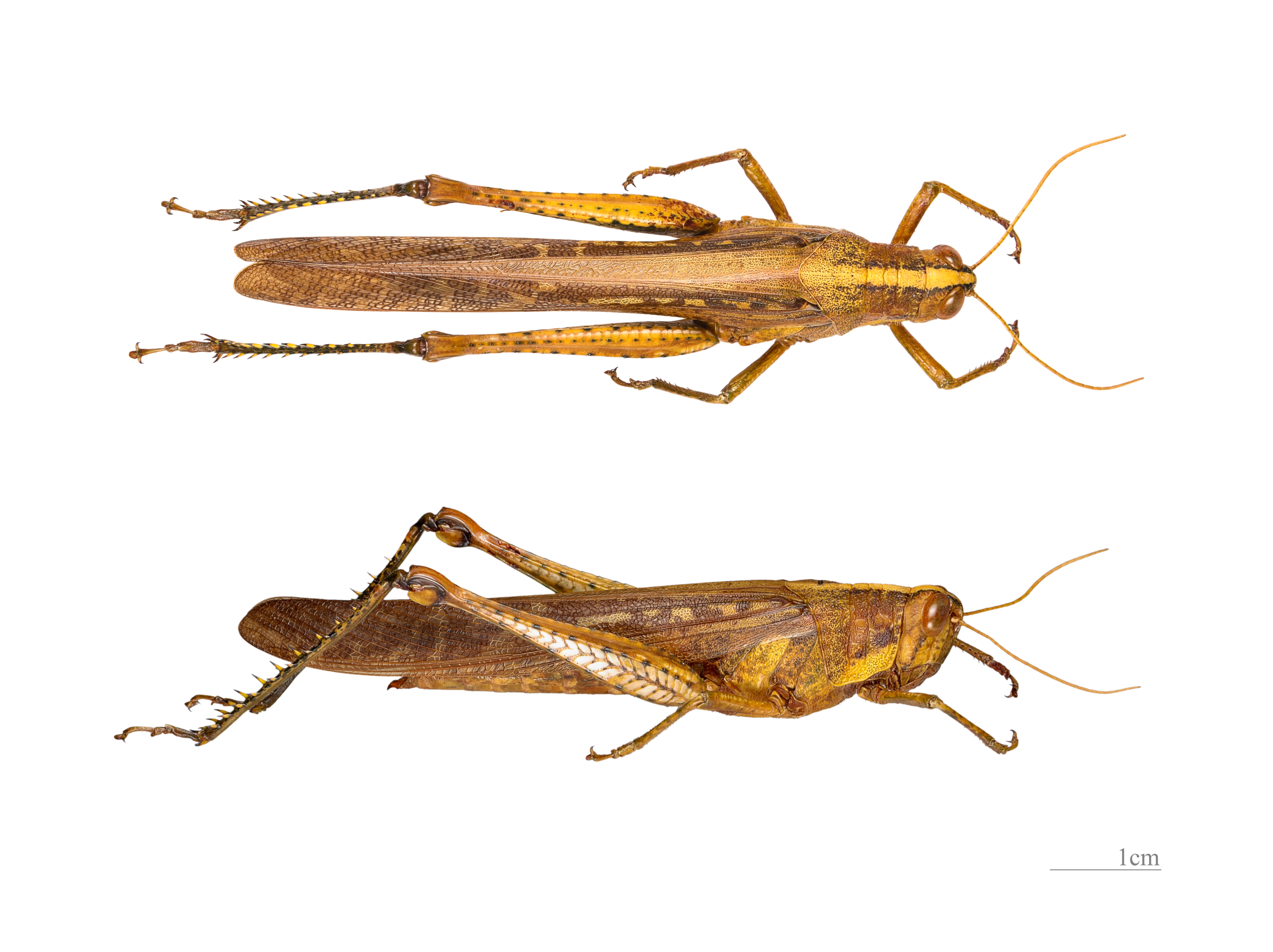
Schistocerca pallens - MHNT.

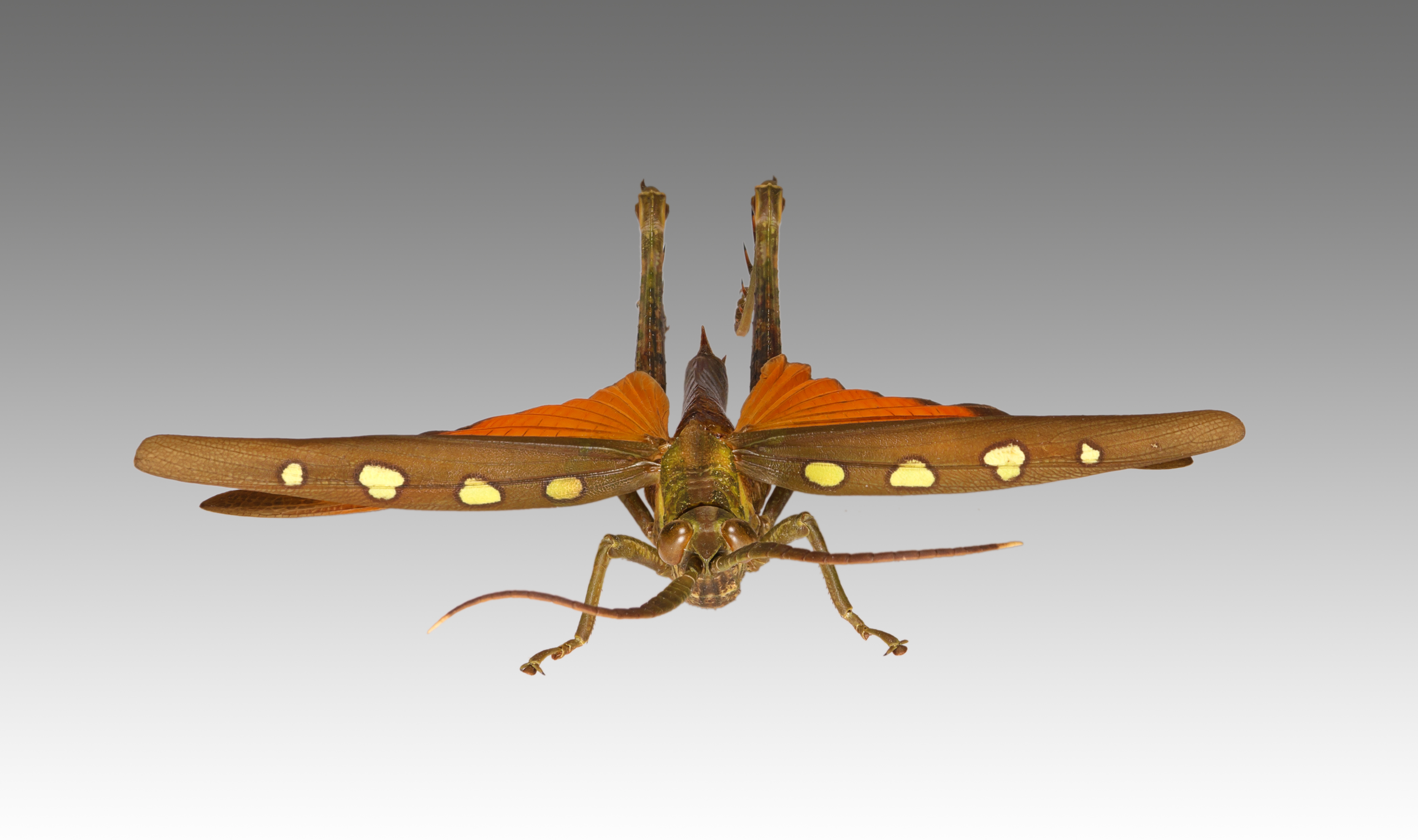
Aeolacris caternaulti - MHNT.

Souvent confondus avec les sauterelles, les criquets ont, eux, des antennes courtes et multiarticulées. 
Leurs élytres sont longs ou courts selon les espèces. 
Leurs chants sont caractéristiques, parfois inaudibles pour l'homme. 
Leur système nerveux est constitué de ganglions cérébraux (tête), et d'une chaîne nerveuse ventrale reliant d'autres ganglions (un par métamère/segment). Le criquet est donc un hyponeurien.
Leur circulation sanguine est « ouverte » (l'hémolymphe part du/des cœurs de l'animal vers des vaisseaux sanguins mais aussi vers diverses cavités du corps où elle se charge en dioxygène). 
Leur système respiratoire est constitué de plusieurs trachées (solidifiés par des anneaux de chitine) reliées à des sacs aériens permettant le déplacement de l'air (convection externe). L'air est apporté directement aux cellules par un système de trachéoles, la régulation de l'apport en air est effectuée grâce au niveau de liquide trachéolaire présent à l'extrémité des trachéoles. Plus, il y a de hauteur de liquide, moins l'apport en dioxygène est fort et vice versa.

### Reproduction
Les œufs sont pondus en masse, enrobés ou surmontés de matière spumeuse et enfouis dans le sol par la pénétration presque totale de l'abdomen.
Quatre espèces sont célèbres pour les dégâts qu'elles peuvent occasionner quand ils se groupent en nuages (de centaines de millions d'individus parfois qui constituent en Afrique de véritables fléaux, dévorant toute la végétation sur leur passage) ; ce sont :
- le criquet pèlerin (Schistocerca gregaria) ;
- le criquet nomade (Nomadacris septemfasciata) ;
- le criquet migrateur (Locusta migratoria) ;
- le criquet sénégalais (Oedaleus senegalensis).

## Systématique
Ce sous-ordre a été décrit par l'entomologiste suédois Kjell Ernst Viktor Ander en 1936.

### Synonymie
- Acridioidea[3]

### Taxonomie
Selon Orthoptera Species File (18 mai 2012) :
- infra-ordre Acrididea - les criquets
  - super-famille groupe Acridomorpha
    - super-famille Acridoidea MacLeay, 1821
      - famille Acrididae MacLeay, 1821
      - famille Charilaidae Dirsh, 1953
      - famille Dericorythidae Jacobson & Bianchi, 1902-1905
      - famille Lathiceridae Dirsh, 1954
      - famille Lentulidae Dirsh, 1956
      - famille Lithidiidae Dirsh, 1961
      - famille Ommexechidae Bolívar, 1884
      - famille Pamphagidae Burmeister, 1840
      - famille Pyrgacrididae Kevan, 1974
      - famille Romaleidae Brunner von Wattenwyl, 1893
      - famille Tristiridae Rehn, 1906

    - super-famille Eumastacoidea Burr, 1899
      - famille Chorotypidae Stål, 1873
      - famille Episactidae Burr, 1899
      - famille Eumastacidae Burr, 1899
      - famille Euschmidtiidae Rehn, 1948
      - famille Mastacideidae Rehn, 1948
      - famille Morabidae Rehn, 1948
      - famille Promastacidae Kevan & Wighton, 1981 †
      - famille Proscopiidae Serville, 1838
      - famille Thericleidae Burr, 1899

    - super-famille Locustopsoidea Handlirsch, 1906 †
      - famille Bouretidae Martins-Neto, 2001 †
      - famille Eolocustopsidae Riek, 1976 †
      - famille Locustavidae Sharov, 1968 †
      - famille Locustopsidae Handlirsch, 1906 †

    - super-famille Pneumoroidea Blanchard, 1845
      - famille Pneumoridae Blanchard, 1845

    - super-famille Pyrgomorphoidea Brunner von Wattenwyl, 1882
      - famille Pyrgomorphidae Brunner von Wattenwyl, 1882

    - super-famille Tanaoceroidea Rehn, 1948
      - famille Tanaoceridae Rehn, 1948

    - super-famille Trigonopterygoidea Walker, 1870
      - famille Trigonopterygidae Walker, 1870
      - famille Xyronotidae Bolívar, 1909

  - super-famille Tetrigoidea Serville, 1838
    - famille Tetrigidae Serville, 1838
- infra-ordre Tridactylidea - les criquets pygmées
  - super-famille Dzhajloutshelloidea Gorochov, 1994 †
    - famille Dzhajloutshellidae Gorochov, 1994 †

  - super-famille Regiatoidea Gorochov, 1995 †
    - famille Regiatidae Gorochov, 1995 †

  - super-famille Tridactyloidea Brullé, 1835
    - famille Cylindrachetidae Giglio-Tos, 1914
    - famille Ripipterygidae Ander, 1939
    - famille Tridactylidae Brullé, 1835

## Criquets d'Europe et de France
On trouve des criquets presque partout sauf à la mer et sur les neiges éternelles. Certaines espèces et sous-espèces sont difficiles à identifier par des non-spécialistes.

### En Europe
Parmi les caelifères (ou criquets), on observera en Europe par exemple (liste non exhaustive) :
- Dans la famille Tetrigidae (criquets pygmées)
  - le tétrix riverain ou tétrix subulé ou tétrix subulée ou criquet à corselet allongé (Tetrix subulata L.)
  - le tétrix forestier ou tétrix des clairières (Tetrix undulata L.)
  - le tétrix des carrières ou tétrix des sablières (Tetrix tenuicornis L.)
- Dans la famille Catantopidae
  - la miramelle alpestre ou la miramelle des reposoirs (Miramella alpina Koll.)
  - le criquet italien (Calliptamus italicus L.)
- Dans la famille Acrididae (Acridiens)
  - l'oedipode stridulante (Psophus stridulus L.)
  - le locuste migrateur ou criquet migrateur ou criquet voyageur ou criquet cendré ou criquet émigrant ou fraterelle de passage ou locuste ou sauterelle de passage ou oedipode voyageuse (Locusta migratoria L.)
  - l'œdipode à ailes bleues ou œdipode bleu (Oedipoda caerulescens L.)
  - l'oedipode à ailes rouges ou oedipode rouge ou criquet à ailes rouges ou criquet rubané ou criquet rouge ou oedipode germanique (Oedipoda germanica Latr.)
  - l'œdipode occitane (Oedipoda charpentieri Fieb.)
  - l'oedipode soufrée (Oedaleus decorus Germ.)
  - le criquet de la Palène ou sténobothre ligné ou criquet du brachypode (Stenobothrus lineatus Panz)
  - le criquet verdelet ou criquet smaragdin (Omocestus viridulus L.)
  - le criquet duettiste (Chorthippus brunneus Thunberg)
  - le criquet mélodieux ou  oedipode bimouchetée (Chorthippus biguttulus L.)
  - le gomphocère tacheté ou gomphocère double-signe (Myrmeleotettix maculatus Thunb.)
  - le criquet ensanglanté (Stethophyma grossum  L.)

### En France
On en connaît une centaine d'espèces en France métropolitaine, soit près de la moitié de toutes les espèces d'orthoptères sur le même territoire (220).

## Gastronomie
Le criquet est consommé dans de nombreux pays.